# Ellen Werthmann
Ellen Werthmann (* 1. August 1937 in Gelsenkirchen) ist eine deutsche Politikerin der SPD.

## Ausbildung und Beruf
Über den Zweiten Bildungsweg erlangte Ellen Werthmann 1959 den Realschulabschluss. Danach ließ sie sich zur Großhandelskauffrau ausbilden. Diese Ausbildung schloss sie 1953 erfolgreich ab. Danach war sie als Hausfrau tätig.

## Politik
Ellen Werthmann ist seit 1971 Mitglied der SPD. Von 1981 bis 1987 war sie und erneut seit März 2000 ist sie Beisitzerin im Vorstand des SPD-Unterbezirks Gelsenkirchen, dessen stellvertretende Vorsitzende sie von 1987 bis März 2000 war. Vorsitzende des Unterbezirks Gelsenkirchen der AsF ist sie seit 1980. Weiter ist Werthmann seit 1984 SPD-Ortsvereinsvorsitzende in Gelsenkirchen-Beckhausen. Sie war von 1979 bis Mai 1990 Mitglied des Rates der Stadt Gelsenkirchen. Ab 1984 war sie hier stellvertretende Vorsitzende der SPD-Fraktion; als Vorsitzende des Schulausschusses im Rat fungierte sie von 1984 bis 1990.
Ellen Werthmann war vom 31. Mai 1990 bis zum 2. Juni 2005 direkt gewähltes Mitglied des 11., 12. und 13. Landtags von Nordrhein-Westfalen.